# Pedopenna
Pedopenna (от лат. pes — «нога» и penna — «перо, крыло») — род мелких оперённых ящеротазовых динозавров из отложений Даохугоу в Китае. Нельзя исключить того, что он древнее археоптерикса, хотя датировка отложений Даохугоу остается спорной. Некоторые подсчёты дают раннемеловой возраст (баррем, около 140,2—145,5 млн лет назад), но последние радиометрические датировки указывают на середину юры (верхний келловей, около 164,7—161,2 млн лет назад). В настоящее время датировка формации является спорной и определяется между 168 и 140 млн лет назад.
Своё родовое название Pedopenna получила из-за длинных контурных перьев на плюсне; видовое название daohugouensis связано с названием локации, где был обнаружен голотип. Возможный прижизненный размер Pedopenna daohugouensis составлял около 1 м или менее в длину, но поскольку этот вид известен только по задним конечностям, действительную длину определить трудно. Pedopenna рассматривают как близкого к птицам динозавра из группы Paraves, включающей птиц и их ближайших родственников среди манирапторов, но некоторые исследователи классифицируют животное как настоящего представителя клады Avialae, более близкого к современным птицам, чем к дейнонихозаврам.

## Описание
Задние конечности Pedopenna напоминают таковые родственных ей троодонтид и дромеозаврид (которые вместе образуют группу дейнонихозавров), но в целом более примитивны. В частности, второй палец у Pedopenna не столь специализирован, как у дейнонихозавров. Хотя он слегка укорочен и имеет увеличенный коготь, он не столь сильно развит и искривлён, как серповидные когти её родственников.
Авторы описания, придерживающиеся мнения о средне- или верхнеюрском возрасте отложений Даохугоу, считают, что обнаружение на территории современного Китая примитивного родственника птиц наряду с находками других птицеподобных динозавров может свидетельствовать о том, что предки птиц обитали в Азии.

## Перья
Сходство Pedopenna с птицами представляет собой ещё одно доказательство близости динозавров и птиц. Помимо того, что скелет задних конечностей весьма сходен с таковым у птиц, Pedopenna замечательна наличием длинных контурных перьев на плюсне. У некоторых дейнонихозавров также обнаружены «ножные крылья», но у Pedopenna они отличаются от подобных структур у микрораптора и ему подобных. «Ножные крылья» Pedopenna меньше и имеют округлую форму. Самые длинные перья слегка короче плюсны и не превышают 5,5 см в длину. Кроме того, перья Pedopenna были симметричными, в отличие от асимметричных перьев некоторых дейнонихозавров и птиц. Поскольку асимметричные перья типичны для животных, приспособленных к полёту, весьма вероятно, что перья Pedopenna представляет собой раннюю стадию эволюции этих структур. Несмотря на то, что многие из отпечатков перьев довольно слабые, ясно видно, что каждое имело очин и бородки. Хотя точное число ножных перьев не известно, их было больше, чем на «задних» крыльях микрораптора.
У Pedopenna также видны более короткие перья, перекрывающие основания более длинных ножных перьев, что доказывает существование кроющих перьев, как у современных птиц. То, что перья Pedopenna имеют меньшее количество аэродинамических адаптаций, чем перья задних крыльев микропраптора, и, по-видимому, были менее плотными, подсказывает, что, если они и выполняли аэродинамическую функцию, то существенно менее успешно, чем у дейнонихозавров и птиц. Сюй Син и Чжан Фучэн в описании Pedopenna предположили, что её перья могли служить лишь украшением или даже находиться в стадии редукции. Возможно, задние крылья имелись у предков дейнонихозавров и птиц, и позже были утрачены в линии, ведущей к птицам. В таком случае Pedopenna может представлять собой промежуточную стадию, когда задние крылья находятся в процессе редукции от вполне функционального аппарата, предназначенного для планирования, до чисто демонстративной или изолирующей функции.